# Dirk Eilert
Dirk W. Eilert (* 1976) ist ein deutscher Wirtschaftspsychologe und Autor. Er schreibt über emotionale Intelligenz und Körpersprache.

## Werdegang
Nach Abitur 1996 und Wehrpflicht bis 1997 absolvierte Eilert zunächst ein Studium, das er 2000 als Diplom-Verwaltungswirt (FH) abschloss. Nach einem anschließenden halben Jahr als Stadtinspektor im Bezirksamt Spandau machte sich Eilert als Speaker, Trainer und Coach selbständig. Von 2015 bis 2022 studierte er Wirtschaftspsychologie und schloss mit dem Master of Science (MSc) ab. Zusätzlich ist er zertifiziert in verschiedenen wissenschaftlichen Codierungssystemen für nonverbales Verhalten, wie zum Beispiel NEUROGES und Facial Action Coding System (FACS).
Er entwickelte 2011 die Mimikresonanz-Methode: Ein Trainingskonzept, um emotionale Signale in der Körpersprache zu erkennen, zu interpretieren und angemessen damit umzugehen. 2020 veröffentlichte er ein Kompendium über die Gesamtkörpersprache: Körpersprache entschlüsseln & verstehen – die Mimikresonanz-Profibox.
Dirk W. Eilert ist verheiratet und hat zwei Töchter. Er lebt in Berlin und leitet dort die von ihm im März 2001 gegründete Eilert-Akademie.

## Publikationen
- Was dein Gesicht verrät: Wie wir unsere Mimik und verborgene Körpersignale entschlüsseln. Droemer Verlag, München, 2022, ISBN 978-3-426-27893-2.
- Integratives Emotionscoaching mit emTrace: Wie emotionale Veränderung wirklich gelingt. Junfermann, Paderborn 2021, ISBN 978-3-7495-0131-1.
- Körpersprache entschlüsseln & verstehen – die Mimikresonanz-Profibox. Junfermann, Paderborn 2020, ISBN 978-3-95571-767-4.
- Der Liebes-Code: wie Sie Mimik entschlüsseln und Ihren Traumpartner finden. Ullstein Verlag, 2016, ISBN 978-3-548-37644-8.
- Mimikresonanz: Gefühle sehen, Menschen verstehen. Junfermann, Paderborn 2013, ISBN 978-3-87387-961-4.
- Wingwave-Coaching: die Profi-Box: maßgeschneiderte Interventionen durch flexible Methodenkompetenz Junfermann, Paderborn 2011, ISBN 978-3-87387-759-7.
- 30 Minuten Mimik lesen. Gabal Verlag, 2015, ISBN 978-3-86936-640-1.